# Mniovelia
Mniovelia is een geslacht van wantsen uit de familie van de Mesoveliidae (bladlopers). Het geslacht werd voor het eerst wetenschappelijk beschreven door Andersen & J. Polhemus in 1980.

## Soorten
Het genus is monotypisch en bevat alleen de volgende soort:

- Mniovelia kuscheli Andersen & J. Polhemus, 1980